# 서지 탱크

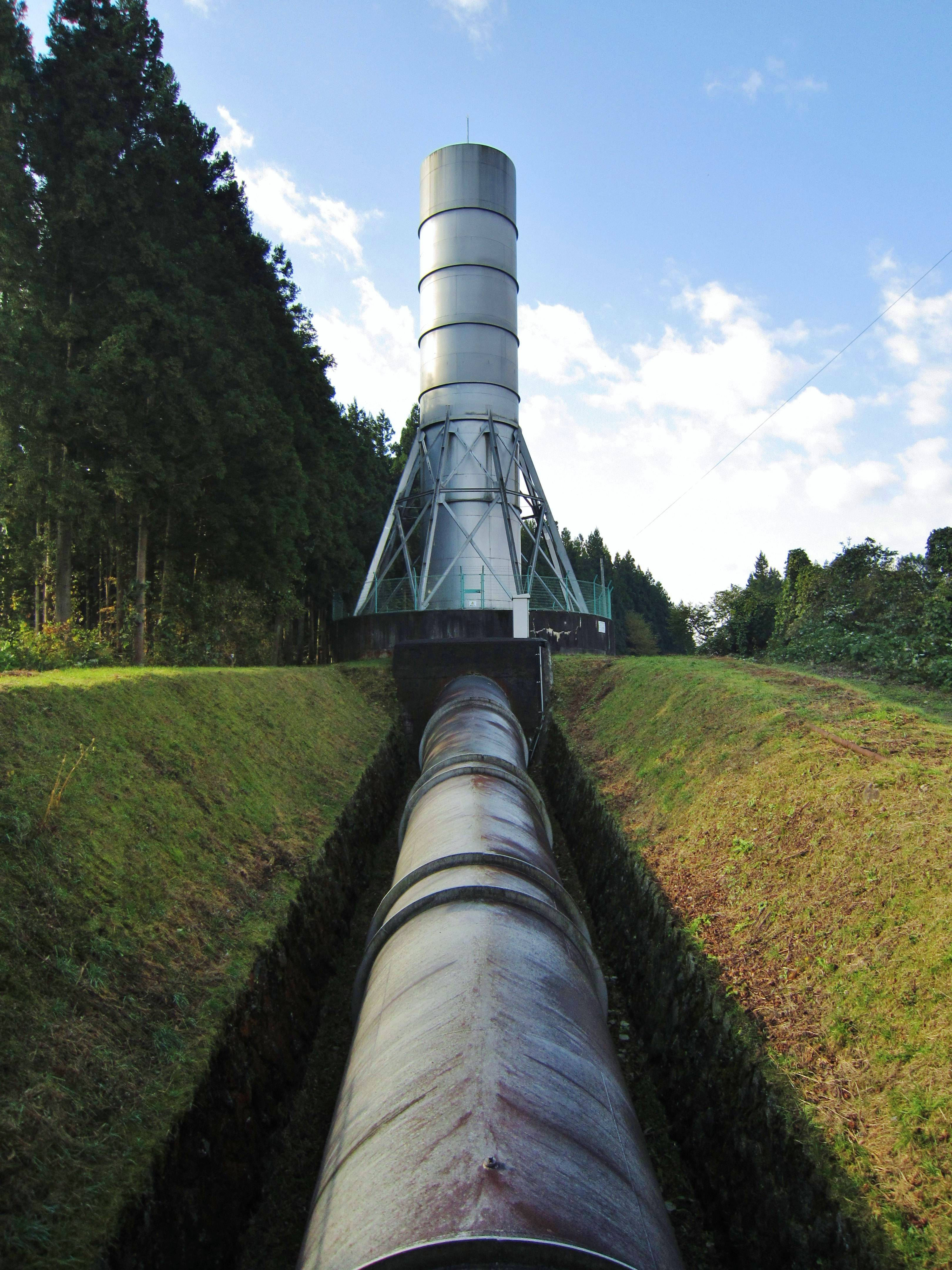
서지 탱크

서지 탱크(Surge tank)는 펌프의 배출관(또는 배출터널)에 연결하여 설치된 자유수면을 갖는 탱크이며, 배출관에서 수압이 급격히 변할 때 배출관의 수압변동을 완화시켜 배출관과 펌프를 보호하는 역할을 하는 탱크이다.